# Silvio Sibona
Silvio Sibona (Rivarolo Ligure, 22 settembre 1911 – Nowo Postojalowka, 20 gennaio 1943) è stato un militare italiano insignito della medaglia d'oro al valor militare alla memoria nel corso della seconda guerra mondiale.

## Biografia
Nacque a Rivarolo Ligure, provincia di Genova, il 22 settembre 1911, figlio di Mario e Teresa Fantini.
Studente universitario presso la facoltà di ingegneria dell'Università di Genova, nel luglio 1932 fu arruolato nel Regio Esercito ed ammesso a frequentare la Scuola allievi ufficiali di complemento di Bassano del Grappa e nel novembre successivo ottenne la nomina a sottotenente dell'arma di artiglieria. Assegnato al 4º Reggimento artiglieria da montagna, venne posto in congedo nell'ottobre 1934. Richiamato in servizio attivo il 10 giugno 1940 nel 2º Reggimento artiglieria da montagna, partecipò alle operazioni di guerra alla frontiera alpina occidentale e dal marzo 1941 combatté sul fronte greco-albanese. Rientrato al 4º Reggimento artiglieria da montagna della 4ª Divisione alpina "Cuneense" e promosso capitano, divenne vicecomandante della 10ª batteria del gruppo "Mondovì" e nel luglio 1942 partiva per l'Unione Sovietica al seguito dell'ARMIR. Verso la fine dell'anno assunse il comando della 11ª batteria. Cadde in combattimento a Nowo Postojalowka il 20 gennaio 1943, e fu insignito della medaglia d'oro al valor militare alla memoria.